# Выглово
Выглово — деревня в Малоярославецком муниципальном районе Калужской области. Входит в сельское поселение «Село Ильинское».
Выгал — некалендарное имя-прозвище,  смотрящий не сводя глаз, Выглядко — выглядывающий.

## География
Расположена на берегу реки Выпрейка, рядом деревни Подсосено и Вихляево.

## История
В XVII веке — деревня Выголово Малоярославецкого уезда Зенбулатовых, Щегловских, Ларионовых и Безобразовых.

## Население
| 2002 | 2010 |
| ---- | ---- |
| 0    | →0   |